# 琵琶泉
36°39′43.57″N 117°1′34.43″E / 36.6621028°N 117.0262306°E

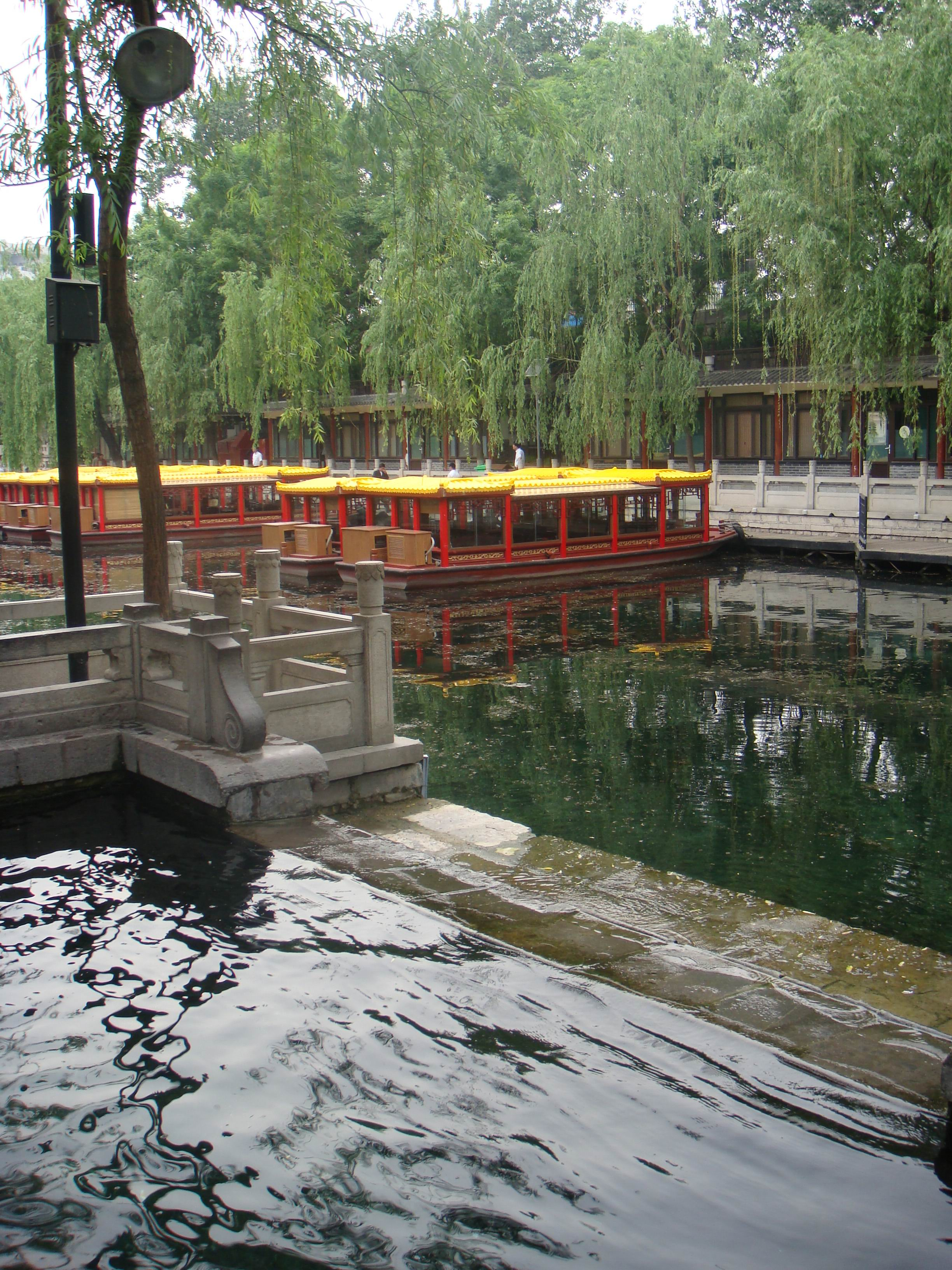
琵琶泉，泉水自池中汇入济南南护城河

琵琶泉位于山东省济南市历下区环城公园东南隅（原济南护城河南岸）、黑虎泉以西，泉名得自其水声淙淙，犹如琵琶扬韵。该泉曾载入清代郝植恭《七十二泉记》（“曰琵琶，浔阳之旧曲也。”），亦列入2004年4月评选的新七十二名泉，隶属黑虎泉泉群。
该泉泉池原呈不规则状，1965年整修为长6米、宽5米、深2米的方形石砌泉池，池周围以雕石栏杆。水自池底岩孔中涌出，溢出北侧池沿后泻入南护城河，游人可在泉东侧的琵琶桥和西南侧的清音阁赏看泉景。但由于近年济南的泉水危机，其喷涌情况已不如昔。